# Папин егзорциста
Папин егзорциста (енгл. The Pope's Exorcist) амерички је хорор филм из 2023. године. Режију потписује Џулијус Ејвери, по сценарију Мајкла Петронија и Евана Спилиотопулоса, док главну улогу тумачи Расел Кроу. Темељи се на мемоарима Егзорциста прича своју причу Егзорциста: Више прича Габријела Аморта.

## Радња
Инспирисан списима из стварног живота оца Габријела Аморта, главног егзорцисте Ватикана (Расел Кроу), Папин егзорциста прати Аморта док истражује застрашујућу опсесију дечака и на крају открива вековима стару заверу коју је Ватикан очајнички покушао да сакрије.

## Улоге
| Глумац         | Улога           |
| -------------- | --------------- |
| Расел Кроу     | Габријеле Аморт |
| Данијел Зовато | Есквибел        |
| Алекс Есое     | Џулија          |
| Франко Неро    | папа            |
| Лорел Марсден  | Ејми            |
| Питер Десуза   | Хенри           |